# Stary Kraków (grodzisko)

Stary Kraków (grodzisko) – grodzisko leży w oddaleniu 1,35 km na zachód od skraju zabudowań wsi Stary Kraków, 1,2 km na zachód od drogi Stary Kraków – Kanin i 0,5 km na południe od rzeki Wieprzy. Jest to obiekt z epoki brązu przyporządkowany do ludności kultury łużyckiej, wtórnie zasiedlony przez Słowian w okresie wczesnego i późnego średniowiecza.

## Opis grodziska
Jest to grodzisko wyżynne, cyplowe z płaskim majdanem i wałem poprzecznym zamykającym dostęp od strony południowej, usytuowane na wzniesieniu o stromych zboczach, otoczonym z trzech stron podmokłymi łąkami. Do wysokiego wału o stromych stokach przylega od zewnątrz zagłębienie – fosa. W części północnej znajduje się nieznaczna fałda ziemna (wał?) oddzielająca majdan od językowatego, dość stromego zakończenia wzniesienia.

## Wymiary grodziska
Podstawa grodziska łącznie z fosą – 166 × 208 m, powierzchnia majdanu – 126 × 190 m, wysokość grodziska w stosunku do otaczających łąk – do 15 m, wysokość wału w stosunku do dna fosy – do 5,0 m, wysokość wału w stosunku do powierzchni majdanu – do 5,0 m.